# Piana di San Martino
La piana di San Martino è un sito archeologico posto nel comune di Pianello Val Tidone in provincia di Piacenza, sul crinale che divide due valli laterali del torrente Tidone, formate rispettivamente dai corsi d'acqua Chiarone e Rio Tinello.
Gli scavi sono stati condotti dalla locale Associazione Archeologica Pandora sotto la direzione della Soprintendenza per i Beni Archeologici dell'Emilia-Romagna e hanno portato alla luce una realtà insediativa complessa con un centro abitato sviluppatosi in età tardoantica e mantenutosi nei secoli dell'alto Medioevo, di cui rimangono i resti di abitazioni, di una chiesa e di una torre di difesa. Nel 2018 gli scavi sono stati interrotti e il sito è stato interrato per garantirne la conservazione.

## Storia
Il sito archeologico è stato scoperto nell'estate del 1991 quando due volontari Vincenzo Cavanna e Giovanni Centenari hanno notato nell'area alcuni manufatti risalenti alla Preistoria.
Tra il 1991 e il 1998 nella zona sono stati ritrovati resti di un insediamento preistorico risalente all'età compresa tra la fine dell'età del bronzo e l'età del ferro nella zona orientale del sito grazie all'azione di una frana di un pianoro che sovrastava l'area. In cima a questo piccolo rilievo sono, invece, stati ritrovati alcuni resti legati a un edificio riconducibile alla tarda età antica, realizzato in materiali pietrosi legati tra loro tramite l'utilizzo di malta e basato sulla roccia. Nel 1998 sono stati scoperti i resti di un edificio religioso e di alcune sepolture risalenti anch'esse al periodo tardoantico.
Nel 1999 è stato inaugurato a Pianello Val Tidone il museo archeologico della Val Tidone situato negli ambienti della locale rocca che ha iniziato a ospitare una serie di reperti ritrovati durante le campagne di scavo.
A partire dal 2000 sono state organizzate delle indagini strutturate che hanno permesso di ricostruire l'occupazione storica della piana: l'attività in loco è stata divisa in due periodi: una prima fase preistorica durata tra l'età del bronzo e la seconda età del ferro e una seconda fase, compresa tra gli ultimi anni dell'età antica e il Medioevo.
Nel 2011 è stata riportata alla luce la parte dell'abside della chiesa. Tra il 2013 e il 2015 gli scavi si sono concentrati su una capanna, interpretata come la bottega di un fabbro, dove sono stati ritrovati utensili realizzati in ferro e un calice di vetro.
Nel 2018 la Soprintendenza Archeologica dell'Emilia-Romagna ha deciso di ricoprire i resti con l'obiettivo di preservarne lo stato di conservazione a causa della mancanza delle condizioni di sostenibilità ambientali richieste per rendere il sito un'area archeologica attrezzata.

## Descrizione
Le tracce più antiche di frequentazione del sito si riferiscono all'epoca protostorica e sono testimoniate dal ritrovamento di fusaiole, rocchetti e pesi da telaio per le attività di filatura e di tessitura e frammenti di colatoi per la lavorazione del latte e testimoniano l'esistenza di un insediamento di agricoltori e pastori. I frammenti ceramici per la varietà di forme e decorazioni propongono un inquadramento cronologico dalla media età del Bronzo alla terza età del Ferro, dal XVI al II secolo a.C.
L'insediamento tardoantico e medievale si suddivide in 4 settori Saggio 1, Saggio 4, San Martino Piccolo e San Martino Piccolo (base): nell'area Saggio 1, situata in posizione centrale rispetto al sito, si trovano resti di ambienti ad uso abitativo delimitati da muri perpendicolari realizzati in pietre legate con l'utilizzo di malta. Nei resti di uno di questi edifici sono stati ritrovati attrezzi in ferro come falcetti, asce, scalpelli, un piccone e una sega, testimonianza dell'attività di un fabbro. L'area venne abbandonata improvvisamente per ragioni oscure in epoca altomedievale, come testimoniato dalla presenza di ceramica all'interno dello strato di terreno che ha coperto e preservato l'area. Ai margini di uno di questi vani è stata ritrovata una colonna, probabilmente proveniente da un vicino sito romano e reimpiegata nell'area dopo la caduta dell'impero.
Nel settore Saggio 4, posto all'estremità ovest della zona archeologica, sono stati scoperti i resti di una chiesa realizzata in pietra e risalente a un periodo antecedente all'anno Mille: l'edificio è orientato a est ed è stato edificato sui resti di una costruzione più antica della quale si ignora la destinazione d'uso. La chiesa venne frequentata come luogo di pellegrinaggio durante tutto il basso Medioevo, come attestato dalle monete recuperate in loco, datate tra il XII e il XVI secolo e provenienti da varie città tra le quali Milano, Como, Genova e Urbino. Dai resoconti delle visite pastorali condotte dai vescovi piacentini tra il 1573 e il 1691 emerge che in questi anni la chiesa, pur avendo visto ridotta la propria importanza ed essendo bisognosa di interventi di restauro, era ancora aperta e ospitava celebrazioni on occasione di alcune festività. In mancanza di interventi strutturali l'edificio venne, probabilmente, chiuso, come testimoniato dalla mancanza di citazioni successive.
Il settore di San Martino Piccolo si trova in posizione rialzata sul lato est dell'area: qui sono stati rinvenuti dei resti di un edificio composto da tre diverse fasi di costruzione: una prima fase di cui restano poche tracce di muratura in pietra legata da malta rosata, una seconda fase con una costruzione dalla pianta rettangolare realizzata con grandi blocchi di pietra scalpellata e un'ultima fase che raddoppia le dimensioni degli edifici precedenti e presenta imponenti mura perimetrali. La datazione di queste fasi è piuttosto incerta a causa della scarsità di reperti rinvenuti e può essere genericamente attribuita all'epoca medievale. La funzione degli edifici era probabilmente difensiva, anche considerando la tradizione orale che vedeva nel luogo la presenza di un edificio chiamato torre dei frati.
Il settore di San Martino Piccolo (base) è posto alla base del settore di San Martino Piccolo, del quale costituiva la rampa d'accesso: in quest'area sono stati ritrovati i resti di due muri in pietra tra loro perpendicolari. L'impianto originale dell'edificio risalirebbe all'epoca tardoantica come testimoniato dal ritrovamento di due monete bronzee risalenti agli ultimi anni dell'impero romano; il sito sarebbe stato, poi, di nuovo frequentato in epoca medievale, fino agli anni successivi al Mille, epoca alla quale sono ascrivibili parecchi ritrovamenti, tra i quali un'ascia, delle borchie, una bilancia, chiavi e serrature. Questi oggetti permettono di immaginare il luogo come un deposito di oggetti di particolare valore.